# Gribov
Gribov es un municipio del distrito de Stropkov en la región de Prešov, Eslovaquia, con una población estimada a final del año 2024 de 185 habitantes.
Se encuentra ubicado al noreste de la región, cerca del río Ondava (cuenca hidrográfica del río Tisza) y de la frontera con  Polonia.

## Demografía
| Año        | 1994 | 2004    | 2014    | 2024    |
| ---------- | ---- | ------- | ------- | ------- |
| Población  | 195  | 191     | 201     | 185     |
| Diferencia |      | −2,05 % | +5,23 % | −7,96 % |

| Año        | 2023 | 2024    |
| ---------- | ---- | ------- |
| Población  | 183  | 185     |
| Diferencia |      | +1,09 % |